# Moore, Texas
Moore là một nơi ấn định cho điều tra dân số (CDP) thuộc quận Frio, tiểu bang Texas, Hoa Kỳ. Năm 2010, dân số của nơi này là 475 người.

## Dân số
- Dân số năm 2000: 644 người.
- Dân số năm 2010: 475 người.